# Contea di Fengdu
La contea di Fengdu (cinese semplificato: 丰都县; cinese tradizionale: 酆都县; mandarino pinyin: Fēngdū Xiàn) è un distretto di Chongqing. Ha una superficie di 1.825 km² e una popolazione di 860.000 al 2006.

## Geografia fisica
La sua superficie è di 2901,16 chilometri quadrati. Nel 2010 la sua popolazione contava 842.900 abitanti.